# Hyposoter denieri
Hyposoter denieri är en stekelart som beskrevs av Blanchard 1946. Hyposoter denieri ingår i släktet Hyposoter och familjen brokparasitsteklar. Inga underarter finns listade i Catalogue of Life.